# Саклен, Лаврентий Лаврентьевич
Барон (с 1859) Лаврентий Лаврентьевич (Ларс) Саклен (фин. Lars Sackleen; 5 февраля 1788, Вехмаа, Або и Бьёрнеборг — 16 марта 1870, Гельсингфорс) — российский финляндский государственный деятель, тайный советник.

## Биография
Родился в 1788 году в Вемо. За несколько лет до присоединения Финляндии к России окончил Королевскую академию в Або (совр. Турку), получив образование юриста. Уже в 1809 году начал работать вспомогательным чиновником в незадолго до этого созданном Александром I Сенате Финляндии.
В 1830 году был произведён в статские советники. В 1831—33 (или в 1831—37) годах был первым губернатором только что образованной Куопиоской губернии, после чего вернулся в финляндский Сенат, теперь уже — непосредственно на должность сенатора. В 1833–1854  годах заседал в финансовом департаменте, причём в 1833–1840 годах возглавлял казначейский комитет. В 1854 году Саклен был повышен до тайного советника, после чего с 1854 по 1865 год  занимал одну из ключевых сенатских должностей — вице-председателя Сената от судебного департамента. В 1859 году был возведён в баронское достоинство. 
Лаврентий Лаврентьевич Саклен был награждён многими российским орденами вплоть до ордена Святого Александра Невского (1865). Его дядя, Клаас Саклен (1762—1840), и сын, Ларс Август Саклен (1821—1885), также были высокопоставленными российско-финляндскими сановниками.
Скончался Саклен в 1870 году в Гельсингфорсе (совр. Хельсинки).